# Запрудская волость (Жиздринский уезд)
Запрудская волость — волость в составе Жиздринского уезда Калужской (с 1920 — Брянской) губернии. Административный центр — село Запрудное.

## История
Запрудская волость образована в ходе реформы 1861 года. Первоначально в состав волости входило 10 селений: село Запрудное, село Букань, село Игнатовское (Штоковка), деревни Волкова Слобода, Гусевка, Загоричи, Крутое, Носовка, Усовка и Шупиловка.
На 1880 год в составе волости числилось 8172 десятин земли. Население волости составляло в 1880 году — 4755, в 1896 — 5838, в 1913 — 8386 человек.
В волости было несколько церковных приходов.
В селе Запрудное находилась церковь Троицы Живоначальной. «Кирпичная одноэтажная двухпрестольная церковь с деревянным куполом построена в стиле провинциального классицизма в 1831—1836 вместо деревянной тщанием крестьянина д. Загоричи Антона Радионова с помощью прихожан… Закрыта в 1930-х, основная часть и трапезная постепенно разобраны».
В селе Букань располагалась церковь Казанской иконы Божией Матери. «Кирпичная трёхпрестольная церковь с колокольней построена в 1828—1829 в стиле провинциального классицизма на средства прихожан… Закрыта и разрушена в сер. XX в. На прежнем месте 25 сентября 2007 заложен новый кирпичный храм, к 2011 выстроен нижний этаж».
В селе Игнатовском — Церковь Троицы Живоначальной. «Кирпичная одноэтажная трёхпрестольная церковь с колокольней построена в 1837 на средства прихожан. Закрыта и разрушена в сер. XX века».
1 апреля 1920 года Жиздринский уезд и Запрудская волость в его составе были перечислены в Брянскую губернию.
В 1924—1926 годах при укрупнении волостей, Запрудская, Зимницкая, Космачевская, Которская и Фоминичская были присоединены Маклаковской волости.
В 1929 году Брянская губерния и все её уезды были упразднены, а их территория вошла в состав новой Западной области.
С 1944 года территория Запрудской волости относится к Людиновскому району Калужской области.